# Hoài Thượng, Bạng Phụ
Hoài Thượng (chữ Hán giản thể: 淮上区, Hán Việt: Hoài Thượng khu) là một quận thuộc địa cấp thị Bạng Phụ, tỉnh An Huy, Cộng hòa Nhân dân Trung Hoa. Tháng 1 năm 2004, khu ngoại ô của Bạng Phụ được đổi tên thành quận Hoài Thượng. Quận Hoài Thượng có 1 nhai đạo Hoài Tân và 3 trấn: Bạng Phụ, Ngô Tiểu Nhai, Mai, Tào Lão Tập; 1 hương Mai Kiều. Chính quyền nhân dân quận Hoài Thượng đóng ở trán Bạng Phụ.